# Sci-fi-díjak listája
Sci-fi díjak listája

## Nemzetközi díjak
- Hugo-díj
- Nebula-díj
  - Damon Knight Memorial Grand Master
  - Author Emeritus
  - Bradbury Award
  - Solstice Award
  - Andre Norton-díj
- Edward E. Smith-emlékdíj (Skylark) – 1966 óta
- Seiun-díj – 1970 óta
- Locus-díj – 1971 óta
- Saturn-díj – filmes és televíziós SF – 1972 óta
- John W. Campbell-emlékdíj – 1973 óta
- Rhysling-díj – 1978 óta
- Philip K. Dick-díj – 1982 óta
- Theodore Sturgeon-emlékdíj – 1987 óta

## Nemzeti díjak

### Európa
| Ország         | Díj | Eredeti név                                    | Alapítás       | Rövid leírás                                                                                 |
| -------------- | --- | ---------------------------------------------- | -------------- | -------------------------------------------------------------------------------------------- |
| Oroszország    | Aelita-díj Astraja-díj Alexandr Beljajev-díj Bronzovaja Ulitka-díj (Bronz csiga) Lunnaja Raduga-díj A. és B Sztrugackij Irodalmi-díj Mecs Besz Imeni-díj | Аэлита (премия)                                | 1981           | A legismertebb orosz sci-fi-díj                                                              |
| Lengyelország  | Janusz A. Zajdel-díj Nautilus-díj | Nagroda im. Janusza A. Zajdla Nagroda Nautilus | 1984 2003      |                                                                                              |
| Hollandia      | Paul Harland-díj Unleash-díj Fantastels-díj | Paul Harland Prijs Unleash Award Fantasels     | 1977 2006 2009 | 10-12.000 szóig 2-6000 szó 12.000 szótól                                                     |
| Horvátország   | SFERA-díj | Nagrada SFERA                                  | 1981           | 1991-ig egész Jugoszláviából, 1994-től csak horvát nyelven íródott művek lehetnek díjazottak |
| Németország    | Kurd-Laßwitz-díj | Kurd-Laßwitz-Preis                             | 1981           |                                                                                              |
| Finnország     | Tähtivaeltaja-díj Atorox-díj | Tähtivaeltaja-palkinto Atorox-palkinto         | 1986 1983      | A Tähtivaeltaja magazin díja Turun sf társaság díja                                          |
| Franciaország  | Grand Prix de l'Imaginaire Prix Rosny-Aîné Apollo-díj (megszűnt)                                                                                         | Grand Prix de l'Imaginaire                     | 1974           |                                                                                              |
| Olaszország    | Premio Urania-díj Apuliacon-díj Italia-díj Trofeo RiLL-díj Robot-díj                                                                                     |                                                |                |                                                                                              |
| Magyarország   | Monolit-díj Zsoldos Péter-díj |                                                |                |                                                                                              |
| Nagy Britannia | BSFA díj Arthur C. Clarke-díj |                                                | 1970- 1987-    |                                                                                              |

### Többi
| Ország     | Díj                                                             | Eredeti név | Alapítás | Rövid leírás                                             |
| ---------- | --------------------------------------------------------------- | ----------- | -------- | -------------------------------------------------------- |
| Ausztrália | Prix Aurora-díj The Constellation-díj - Spacey-díj Sunburst-díj |             |          | -- filmes és televíziós SF legjobb SF sorozatok megszűnt |
| Kanada     | Aurealis-díj Chandler-díj Ditmar-díj                            |             |          |                                                          |
| Izrael     | Geffen-díj                                                      |             |          |                                                          |
| Új-Zéland  | Sir Julius Vogel-díj                                            |             |          |                                                          |
| Japán      | Hayakawa-díj Nihon SF Taisho-díj Seiun-díj                      |             |          |                                                          |

- - Endeavour-díj

## Tematikus díjak
- Prometheus-díj – 1979 óta
- Lambda Literary-díj – 1988 óta
- Tiptree-díj – 1991 óta
- Sidewise-díj Alternatív történelem – 1995 óta
- Gaylactic Spectrum-díj – 1999 óta

## Új művészek/Első munkák
- Writers of the Future
- Jack Gaughan-díj
- John W. Campbell-díj
- Compton Crook-díj